# بيك اينالو (مقاطعة فسا)
بيك اينالو (بالفارسية: بیک اینالو) هي قرية تقع في قسم قره‌بلاغ الريفي في إيران. يقدر عدد سكانها بـ 1,684 نسمة .